# القاهر (الجوبة)

تعديل مصدري - تعديل

القاهر هي إحدى قرى عزلة نجا بمديرية الجوبة التابعة لمحافظة مأرب، بلغ تعداد سكانها 715 نسمة حسب تعداد اليمن لعام 2004.